# Schwarzerdhof

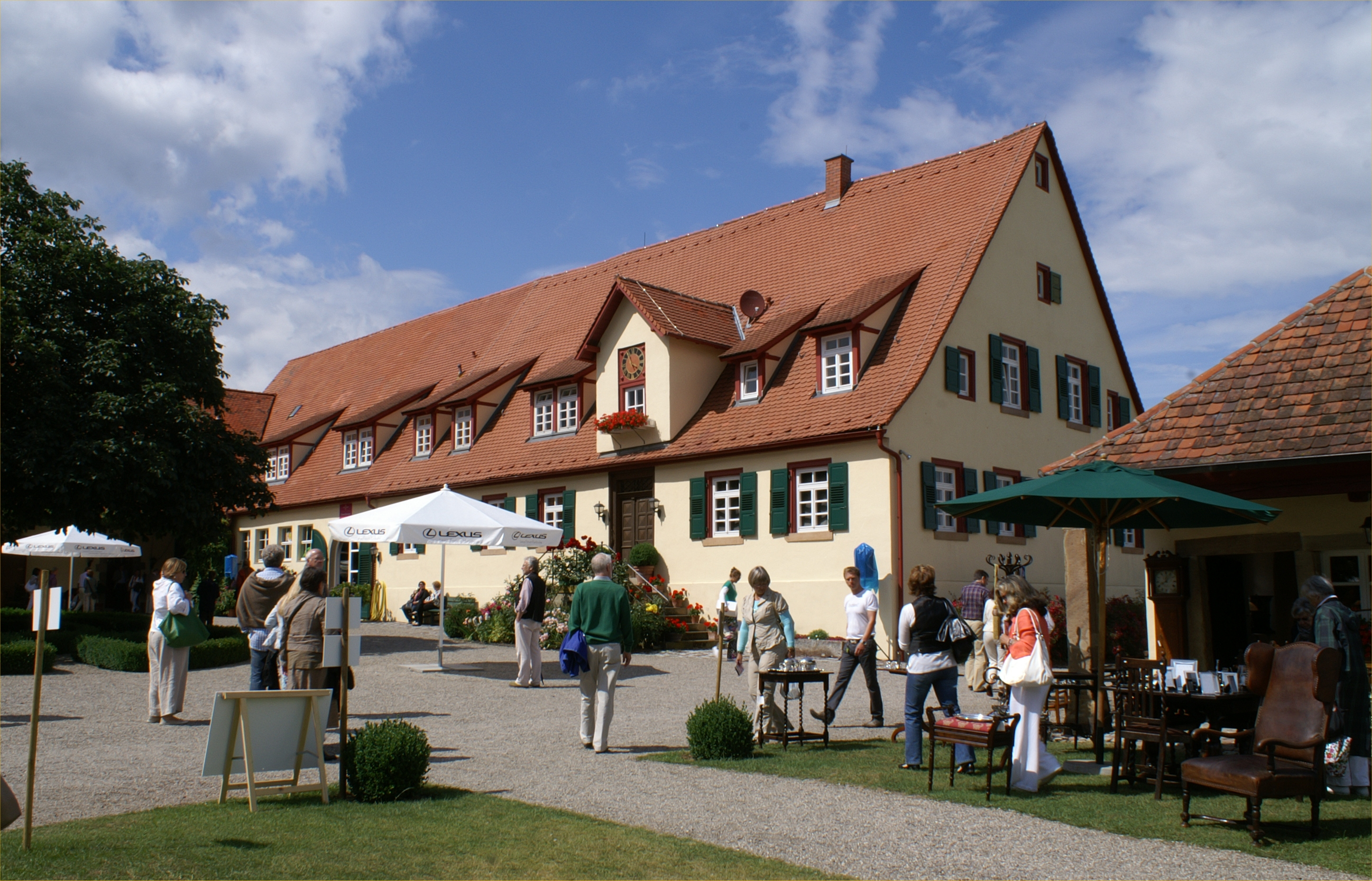
Schwarzerdhof (2009)

Der Schwarzerdhof ist ein Gutshof und ein Wohnplatz auf der Gemarkung von Bretten im Landkreis Karlsruhe in Baden-Württemberg. Der Ort liegt zwei Kilometer nordöstlich von Bretten und ist über die Landesstraße L 1103 zu erreichen.

## Geschichte
Der Schwarzerdhof entstand wohl im 16. Jahrhundert und war damals im Besitz der Familie Philipp Melanchthons (Schwarzerd).
Der heutige Gutshof wurde in den Jahren 1795 bis 1817 von dem Brettener Bürger Johann Adam Raber erbaut. Er befindet sich seit 1990 im Besitz der Familie von Papius.